# Policastro Bussentino
Policastro Bussentino est une  ville et un port d'Italie, sur le golfe de Policastro dans la mer Tyrrhénienne, Elle fait partie de la municipalité de Santa Marina en Campanie.

## Histoire
Policastro, anciennement Buxentum ou Pyxus, faisait partie de l'ancien royaume de Naples (Principauté Citérieure). 
Policastro est le siège d'un évêché. Sa cathédrale date de 1079. C'est une ville ancienne de la Lucanie, jadis plus grande. Elle fut détruite par les Goths, par les Maures, enfin par les Turcs (1544).

## Source
Cet article comprend des extraits du Dictionnaire Bouillet. Il est possible de supprimer cette indication, si le texte reflète le savoir actuel sur ce thème, si les sources sont citées, s'il satisfait aux exigences linguistiques actuelles et s'il ne contient pas de propos qui vont à l'encontre des règles de neutralité de Wikipédia.